# فالديمورالس
بلدية فالديمورالس (بالإسبانية: Valdemorales)‏، هي بلدية تقع في مقاطعة قصرش والتي تقع في منطقة إكستريمادورا، غرب إسبانيا.
يبلغ عدد سكانها 268 نسمة وفقاً لإحصائية سنة (2002).